# Mocenigo

Wappen der Mocenigo

Die Mocenigo sind eine venezianische Patrizierfamilie. Sie stellte sieben Dogen der Republik Venedig. Die Familie wird daher zu jenen 16 Geschlechtern gezählt, die als die „herzoglichen Häuser“ (case nuove ducali) bezeichnet werden (siehe: Patriziat von Venedig), obgleich sie diesen Rang natürlich nicht erblich, sondern nur in der jeweiligen Person des Wahlherzogs besaß.
Die Hauptzweige sind die Mocenigo von San Samuele und die Mocenigo von San Stae. Letztere starben Mitte des 20. Jahrhunderts aus.
Sie stellten folgende Dogen:
1. Tommaso Mocenigo (1413–1423)
2. Pietro Mocenigo (1474–1476)
3. Giovanni Mocenigo (1478–1485)
4. Alvise Mocenigo I. (1570–1577)
5. Alvise Mocenigo II. (1700–1709)
6. Alvise Mocenigo III. (1722–1732)
7. Alvise Mocenigo IV. (1763–1778)

Weitere bedeutende Mitglieder der Familie
1. Lazzaro Mocenigo (1624–1657), Admiral
2. Zuane Mocenigo (1531–1598), Provveditore Generale

Weitere Mitglieder der Familie
1. Giovanni Francesco Mocenigo (1558–1607), denunzierte Giordano Bruno bei der Inquisition

Paläste und Villen
- Palazzo Mocenigo di S.Stae

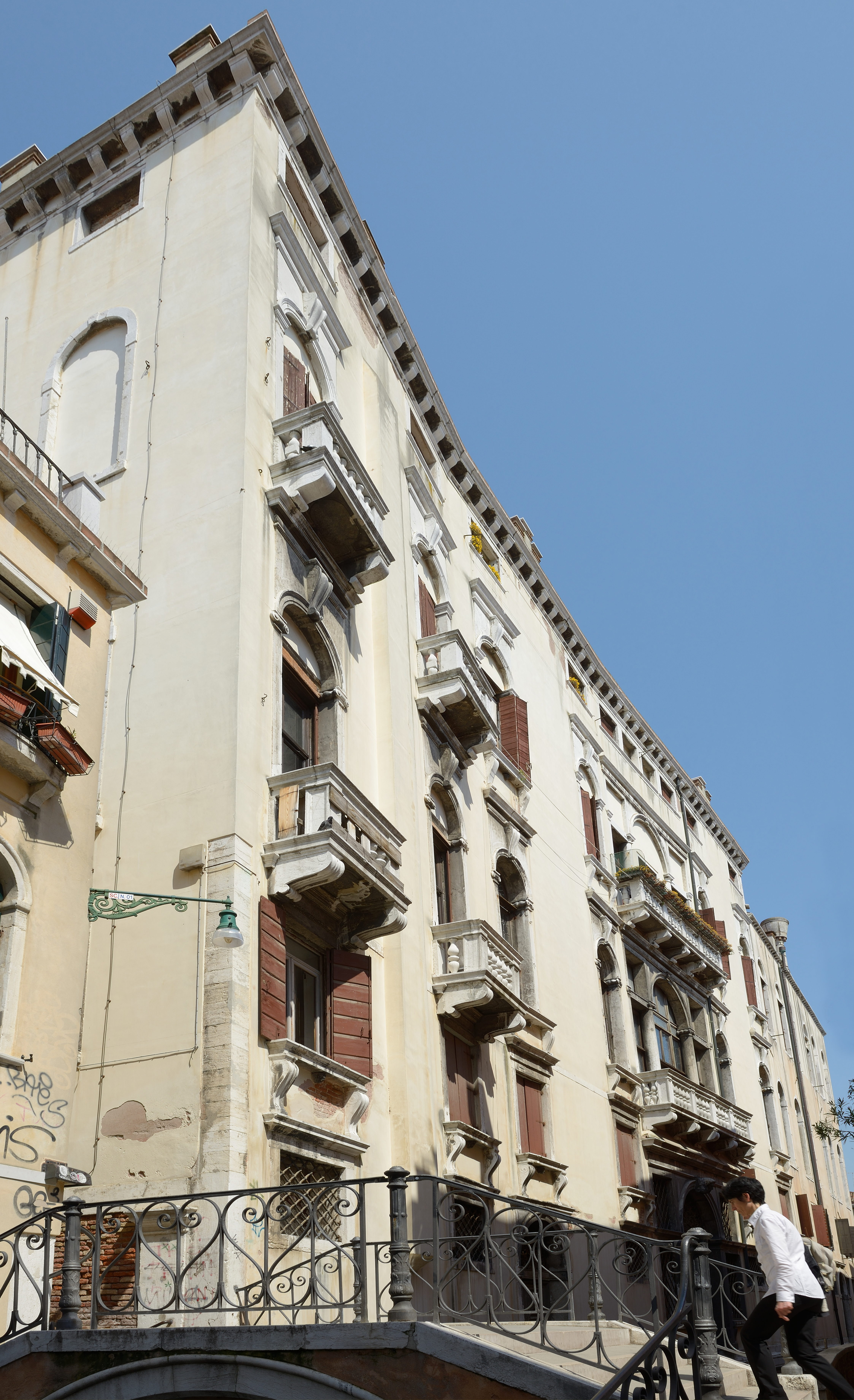
Palazzo Mocenigo di S.Stae, Santa Croce, Venedig
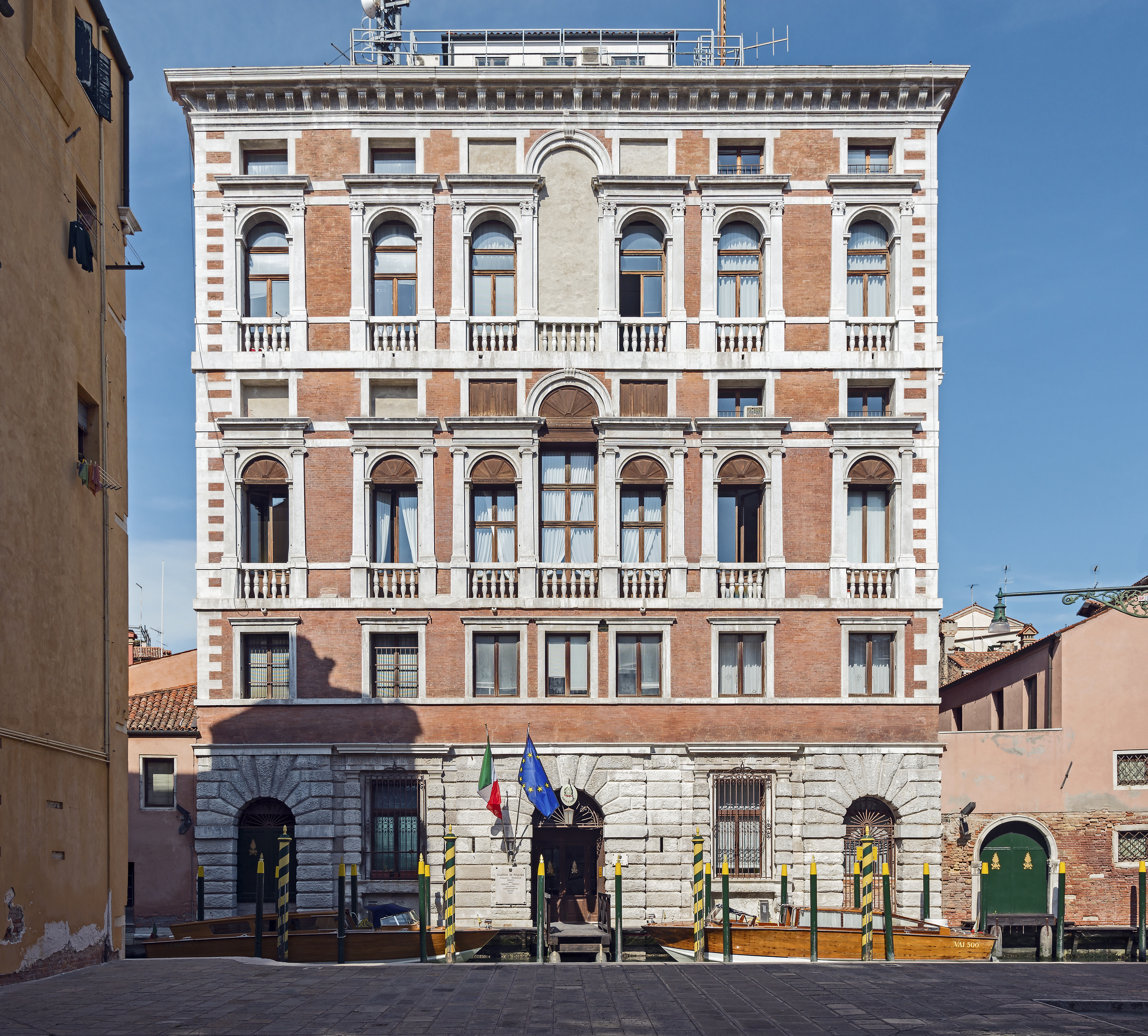
Palazzo Corner Mocenigo, Venedig